# Fernando Pó
Cet article concerne le navigateur et explorateur. Pour l'ancienne colonie puis province espagnole, voir Fernando Poo. Pour la plus grande des îles qui la composent, voir Bioko.
Fernando Pó (s'écrit aussi Fernão do Pó, Fernão Pó, Fernando Pôo) fut un navigateur et un explorateur portugais. Il a reconnu la côte ouest de l’Afrique.

## Biographie
En 1472, il est le premier Européen à débarquer sur l'île de Bioko (Guinée équatoriale) qu'il découvre et où seront envoyés des condamnés à mort pour le défrichement. 
L'île sera rebaptisée en son honneur 20 ans plus tard par les colons portugais (elle garde ce nom jusqu’en 1979).
Il  reconnut également l'estuaire du Wouri au Cameroun qu'il appela « Rio dos Camarões » (la rivière des crevettes), appellation d'où provient le nom Cameroun.